# Diego Drajer
Diego Drajer (26 marzo 1974) è uno schermidore argentino.

## Palmarès
In carriera ha conseguito i seguenti risultati:
- Giochi panamericani:

Rio de Janeiro 2007: bronzo nella sciabola a squadre.